# Shīr Khond
Shīr Khond (persiska: شیرخند) är en ort i Iran.   Den ligger i provinsen Khorasan, i den östra delen av landet, 800 km öster om huvudstaden Teheran. Shīr Khond ligger 1 818 meter över havet och antalet invånare är 378.
Terrängen runt Shīr Khond är kuperad västerut, men österut är den platt. Runt Shīr Khond är det glesbefolkat, med 12 invånare per kvadratkilometer. Närmaste större samhälle är Zohān, 11,9 km öster om Shīr Khond. Omgivningarna runt Shīr Khond är i huvudsak ett öppet busklandskap.